# El Tío de la Tiza

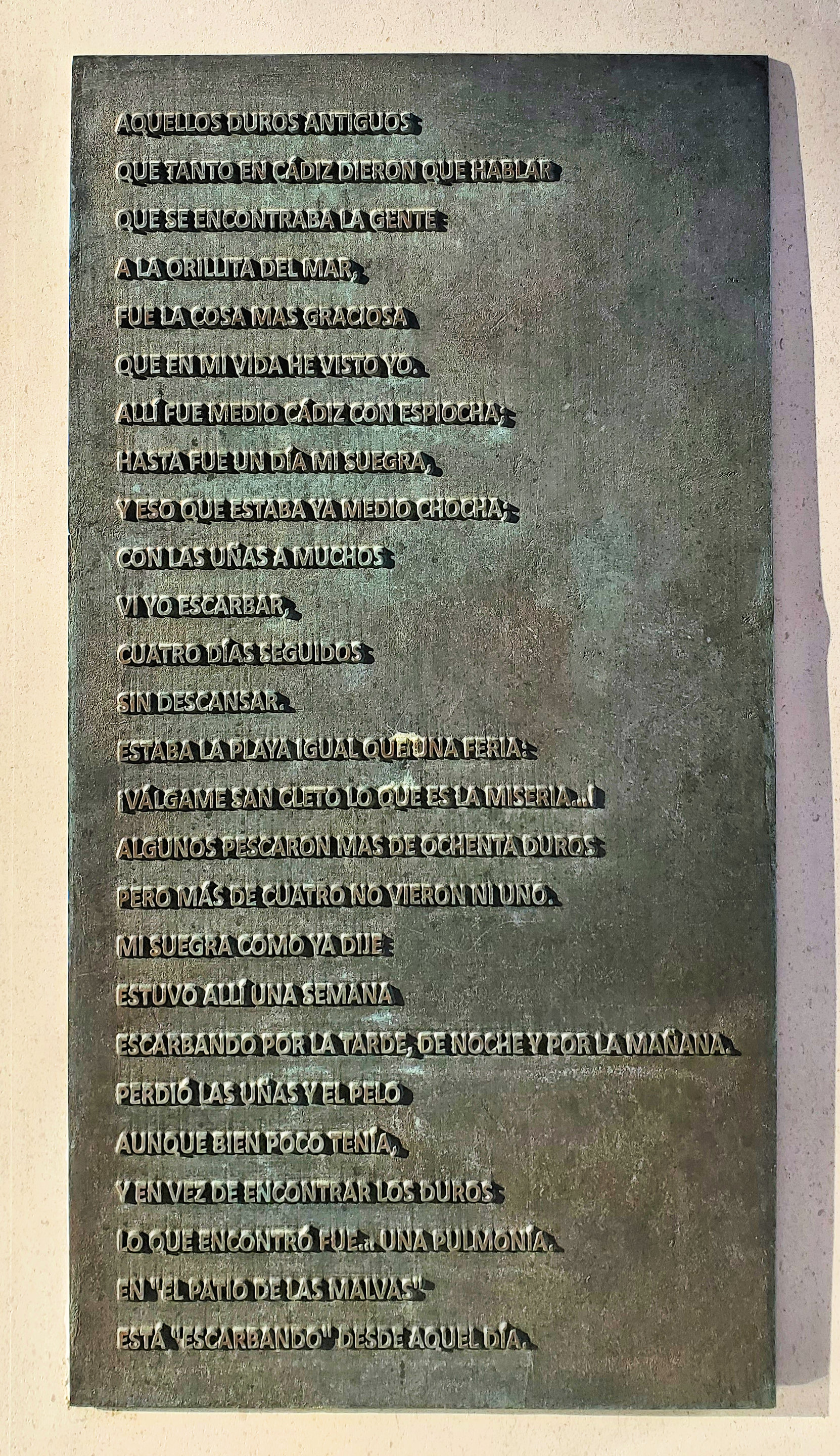
Letra original del tango Los Duros Antiguos

Antonio Rodríguez Martínez (Cádiz, 24 de diciembre de 1861-Sevilla, 19 de agosto de 1912), más conocido como El Tío de la Tiza, fue un autor de agrupaciones español del Carnaval de Cádiz. Ha pasado a la historia del carnaval de Cádiz por su celebérrimo tango Los duros antiguos. Su apodo le viene por la costumbre que tenía de apuntar sus consumiciones a tiza en las mesas de madera de la tienda La Lonja de Cádiz.

## Biografía

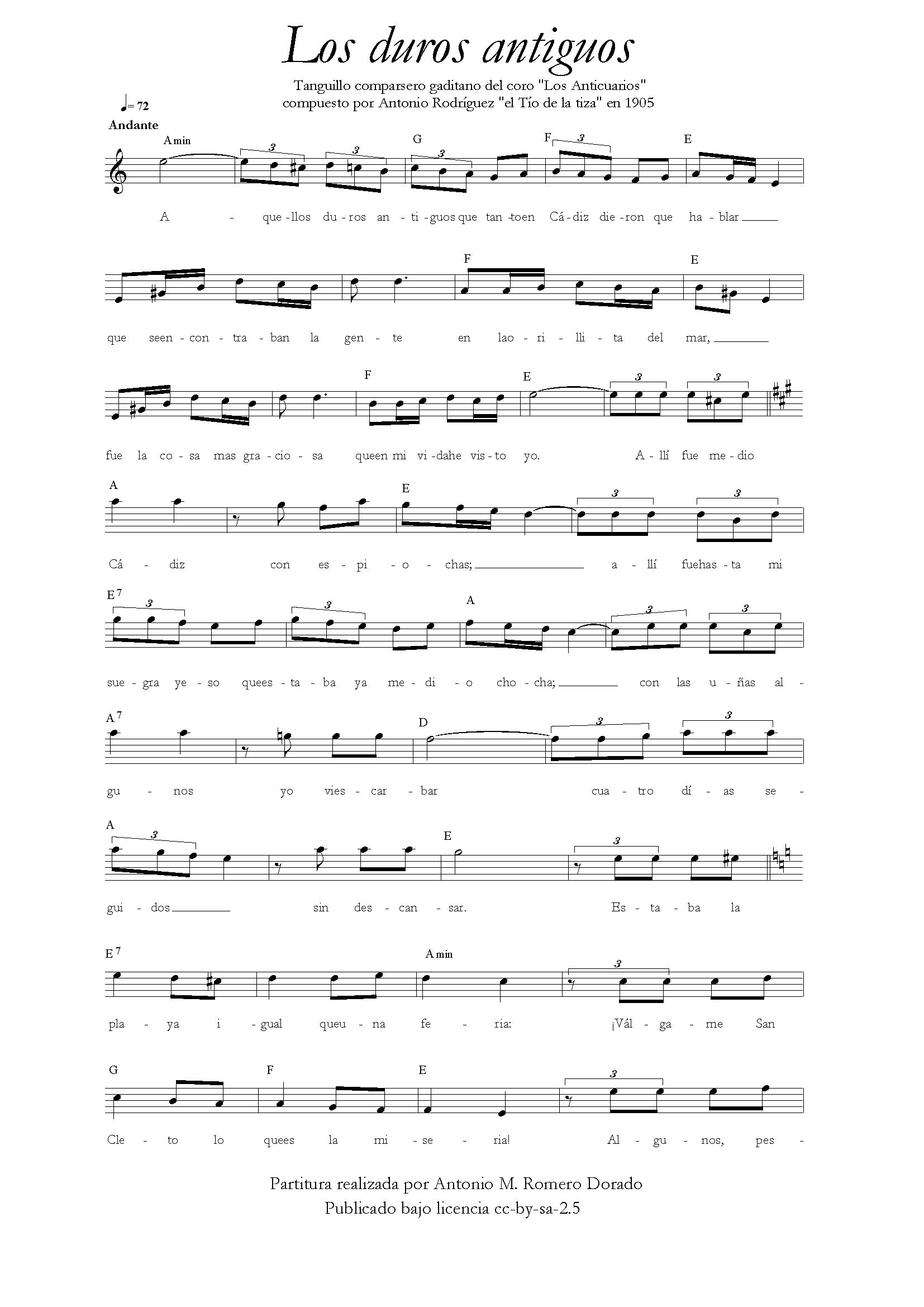
Los duros antiguos, tango de Los anticuarios, 1905. Compuesto por Antonio Rodríguez Martínez.

Nació en la calle Rosario Cepeda número 7, en Cádiz, el 24 de diciembre de 1861. Sus padres fueron Antonio Rodríguez Domínguez, natural de Cádiz y Ramona Martínez Argual, natural de Grau (Valencia). El 29 de diciembre de 1861 fue bautizado en la Parroquia de San Lorenzo. Se casó en primeras nupcias con Rafaela García Puya, de la que tuvo dos hijos: Concepción y Francisco. Posteriormente estableció pareja con Josefa Páez García, con la que vivió primero en Cádiz y posteriormente en la calle de Corredurías, n.º 6 de Sevilla, donde vivió hasta su muerte y donde dejó descendencia.
Alternó el carnaval con sus ocupaciones laborales, que fueron varias hasta establecerse a finales del siglo XIX en la Sociedad Cooperativa Gaditana de Fabricación de Gas, de la que se traslada con posterioridad a otra empresa dedicada también al gas: la Sociedad Catalana de Fabricación de Gas.
Con grandes inquietudes literarias y por las artes escénicas, fue contertulio asiduo y presidente del Círculo Modernista. También fue un hombre provisto de grandes dotes musicales que acostumbraba a componer con hileras de botellas llenas de líquido a distinto nivel de las que iba extrayendo las notas que luego pasaba al pentagrama.
Formó parte de la Banda del Regimiento de Artillería en la que tocaba el clarinete con gran soltura, dominando igualmente la guitarra. Se le atribuye la inclusión en los coros de carnaval de los instrumentos de cuerda. No está del todo claro que fuera pionero en subir los coros a las carrozas, por los antecedentes históricos anteriores, como tampoco lo está que desde Los Claveles (1896) el tipo guarde relación con el nombre de la agrupación. Sí que fue pionero en adornar las carrozas de los coros con bombillas eléctricas, haciéndolo por primera vez con Los Gallos (1901). También fue precursor en efectuar una grabación sonora de carnaval, pues dejó impresionado sus tangos en cilindros de cera y más tarde en discos de pizarra.
Sus agrupaciones fueron contratadas para los más famosos cafés cantantes de Sevilla, primero con Silverio Franconetti en el Café de Silverio y más tarde en el Café Novedades y en el Café Filarmónico. También actuó en la Gran Peña de Barcelona y en el Salón Actualidades de Madrid, además del Teatro Circo Gaditano, Teatro Eslava, Teatro Cómico, Liceo Albarrán y cafés cantantes gaditanos.
Cuando se trasladó a Sevilla en 1905, el Tío de la Tiza decide sacar allí sus comparsas, siendo ya un consumado maestro, reconocido así en su tierra y con un extenso bagaje, pues sus agrupaciones habían recorrido toda España. Sus letras y músicas fueron interpretadas en zarzuelas y obras teatrales como La Estrella, Los niños llorones, Folies Bergeres, El Húsar y Peteneras y grandes músicos como el maestro más aventajado de Manuel de Falla, José Antonio Cubiles Ramos, cerraba sus conciertos con los tangos de El Tío de la Tiza.

## Tras su muerte

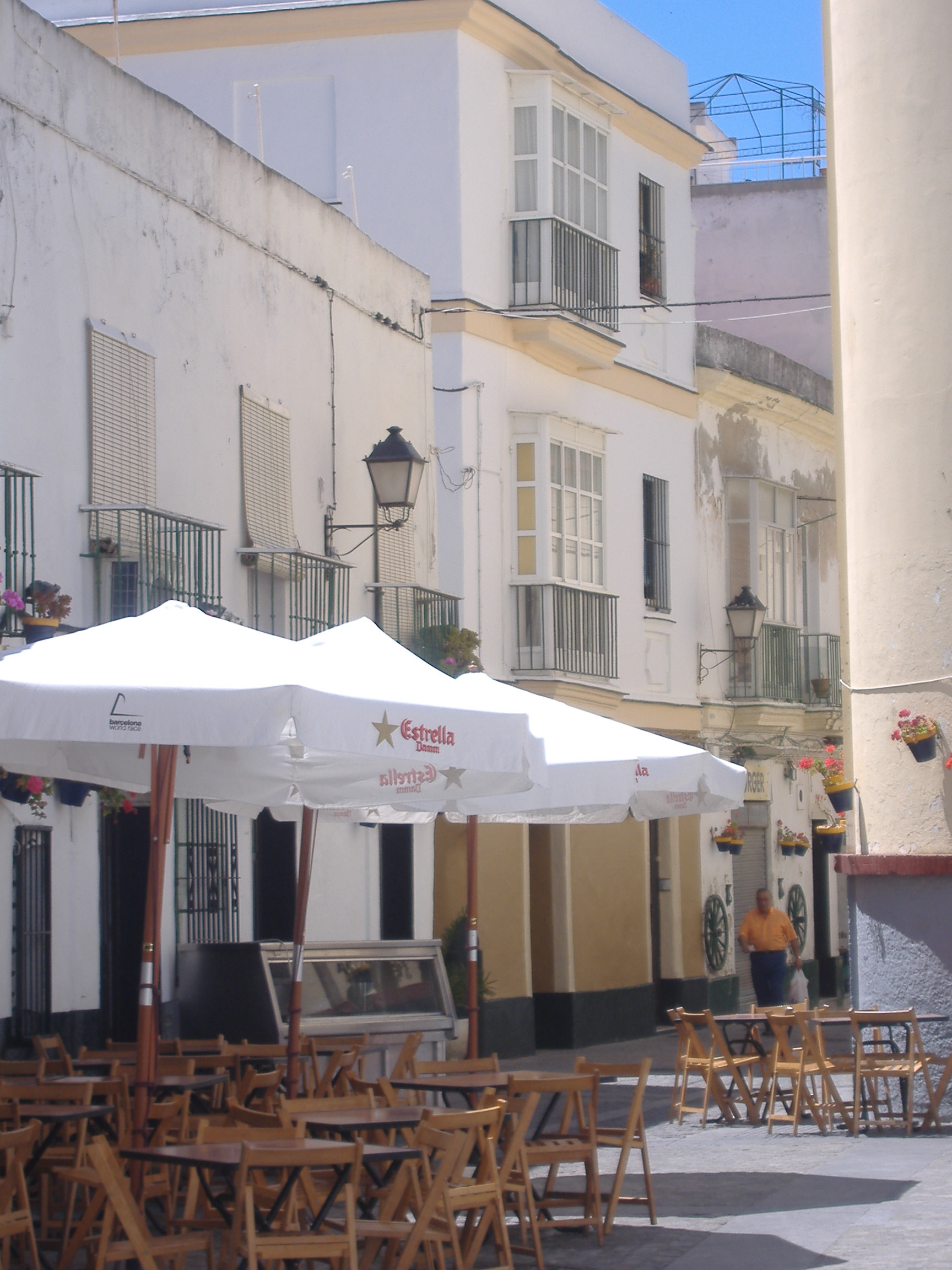
Plaza del Tío de la Tiza en el barrio de la Viña, Cádiz.

A mediados de los años 1950, su hijo acudió a Cádiz y acogió bien la idea de que se fundase una peña que perpetuase el nombre de su padre, peña que nunca llegó a inaugurarse.
El Ayuntamiento de Cádiz rotuló la antigua Plaza Pinto del Barrio de la Viña con su nombre. Del 24 al 27 de febrero de 1987, la Sociedad Filatélica Gaditana le dedicó un matasellos con motivo de la Exposición Filatélica.
En el Concurso del Falla del año 1992, la chirigota de José Luís García Cossío, el Selu, El que la lleva la entiende, más conocida a posteriori como Los borrachos, en una presentación histórica, alteraron el orden de Los duros antiguos cantando la letra del final al principio, siendo muy popular incluso a día de hoy.
En el carnaval de 1997, el coro de Julio Pardo y Antonio Rivas, hizo un homenaje al Tío de la Tiza, recreando las virtudes del personaje. Este coro, que precisamente se tituló El Tío de la Tiza obtuvo el segundo premio de su modalidad en el Concurso oficial de agrupaciones de ese año.
En 2008, bajo el patrocinio de Cajasol se editó un CD recopilatorio con muchas de sus obras, interpretadas por el coro de Julio Pardo Merelo.
Con la publicación de dicho disco, la SGAE notificó que parte del repertorio grabado estaba bajo su administración, lo que llevó a descubrir que algunas de sus obras se encontraban registradas por otros autores, que estarían cobrando derechos por ellas, por lo que se están investigando posibles fraudes de ley.
En noviembre de 2011, el investigador gaditano Javier Osuna solicitó que se le otorgara a Antonio Rodríguez el antifaz de oro, máximo galardón que se otorga a los carnavaleros gaditanos, con motivo del centenario de su muerte (2012). La asamblea de antifaces decidió el 25 de noviembre, por mayoría, concederle el galardón. Es la segunda vez que se otorga este galardón a título póstumo: el primero fue para Manuel López Cañamaque.

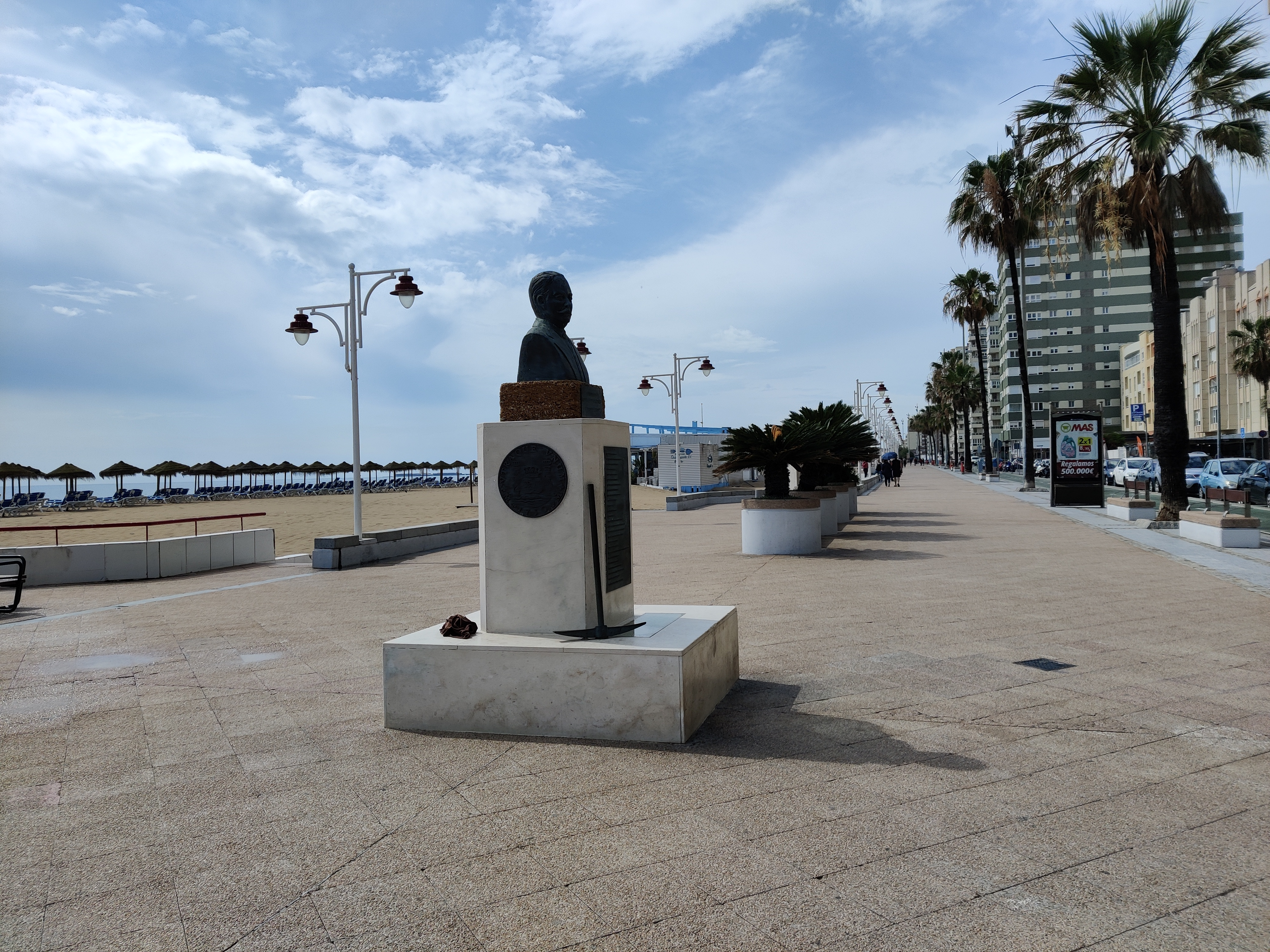
Estatua

El 29 de agosto de 2014 se inauguró un busto suyo en el paseo marítimo de Cádiz a la altura en la que fueron hallados los duros antiguos (Calle Brasil). La inauguración contó con la participación de numerosos coristas del carnaval gaditano.

## Trayectoria carnavalesca
| Año       | Agrupación                                    |
| --------- | --------------------------------------------- |
| 1885      | Escuela Taurina                               |
| 1887      | Viejos Cooperativos del País                  |
| 1888-1890 | Viejos Cooperativos                           |
| 1891      | Sucursal del Zoco                             |
| 1892      | El Ferrocarril                                |
| 1893      | La Carabela Santa María o Marineros Garateros |
| 1894      | Los Pajaritos                                 |
| 1895      | Los Langostinos                               |
| 1896      | Viejos Cooperativos                           |
| 1896      | Los Claveles                                  |
| 1897      | Los Abanicos                                  |
| 1898      | Los Voladores                                 |
| 1898      | Viejos Cooperativos                           |
| 1899      | Los Relojes                                   |
| 1899      | Orfeón Gaditano                               |
| 1900      | Los Luceros                                   |
| 1901      | Los Gallos                                    |
| 1902      | Los Médicos Modernistas                       |
| 1903      | Los Lilas                                     |
| 1904      | Los Espejos                                   |
| 1905      | Los Anticuarios                               |
| 1906      | Las Panderetas (Sevilla)                      |
| 1906      | Rondalla Modernista (Sevilla)                 |
| 1907      | El Arco Iris                                  |
| 1907      | Los Canarios (Sevilla)                        |
| 1908      | Gaditanos del siglo XX                        |
| 1908      | Los Tontos                                    |
| 1908      | Los Japoneses (Sevilla)                       |
| 1911      | Los Boticarios                                |

### Otros premios
- Antifaz de Oro:[8] 2012